# Червената джамия
Червената джамия (на урду: لال مسجد – Лал-Масджи́д) е мюсюлмански храм в центъра на пакистанската столица Исламабад, построена през 1655 г. от червен базалт.
Към джамията се намира и най-голямото ислямско училище в страната с над 10 хиляди учащи. Духовен водач на медресето е Абдул Рашид Гази заедно със своя брат, който често се обявява в защита на идеите на талибаните.
От началото на юли 2007 г. Червената джамия е център на остри сблъсъци между пакистанските сили за сигурност и барикадиралите се вътре ислямисти от медресето. В хода на спецоперация джамията е щурмувана на 10 юли, в резултат на което загиват над 100 души, включително 10 воннослужеши.
На 6 юли 2008 година в 19:50 ч. местно време край джамията е взривена бомба, от която загиват 16 души, вкл. 12 полицаи. Пакистански официални лица обяснили този теракт като отмъщение на ислямистите за събитията година преди взрива.